# 666 Live
Albums de Billy Talent
Live from the UK Billy Talent III
666 Live est le premier et à ce jour seul album live de Billy Talent non diffusé sur Internet (Live from the UK ayant été vendu uniquement par Internet). Cet album contient l'enregistrement de 6 chansons de leurs concerts à Brixton, Düsseldorf et au Rock am Ring en 2007, d'où le nom 666. Le second CD contient le concert de Düsseldorf en entier.
L'édition Deluxe contient trois disques : le concert de Brixton en entier sur un DVD, celui de Düsseldorf en entier avec 6 chanson du RaR sur un autre DVD, et un CD contenant les pistes du concert entier de Düsseldorf.

## Liste des titres

### 666 Live

#### Live CD
| No  | Titre                    | Durée |
| --- | ------------------------ | ----- |
| 1.  | This Is How It Goes      |       |
| 2.  | Devil in a Midnight Mass |       |
| 3.  | This Suffering           |       |
| 4.  | Line & Sinker            |       |
| 5.  | Standing in the Rain     |       |
| 6.  | The Navy Song            |       |
| 7.  | Worker Bees              |       |
| 8.  | The Ex                   |       |
| 9.  | Surrender                |       |
| 10. | Prisoners of Today       |       |
| 11. | Fallen Leaves            |       |
| 12. | Perfect World            |       |
| 13. | Sympathy                 |       |
| 14. | Try Honesty              |       |
| 15. | Nothing to Lose          |       |
| 16. | River Below              |       |
| 17. | Red Flag                 |       |

#### Live DVD
Concert à Brixton Academy, Londres
| No | Titre                    | Durée |
| -- | ------------------------ | ----- |
| 1. | This Is How It Goes      |       |
| 2. | Devil in a Midnight Mass |       |
| 3. | This Suffering           |       |
| 4. | Standing in the Rain     |       |
| 5. | The Navy Song            |       |
| 6. | Worker Bees              |       |

Concert à la Phillipshalle, Düsseldorf
| No | Titre              | Durée |
| -- | ------------------ | ----- |
| 1. | Line & Sinker      |       |
| 2. | The Ex             |       |
| 3. | Surrender          |       |
| 4. | Prisoners of Today |       |
| 5. | River Below        |       |
| 6. | Red Flag           |       |

Performance au Rock am Ring, à Nuremberg (à noter la faute du groupe ici : le Rock am Ring est à Nürburg, en Rhénanie-Palatinat, et non à Nuremberg en Bavière!)
| No | Titre           | Durée |
| -- | --------------- | ----- |
| 1. | Perfect World   |       |
| 2. | Sympathy        |       |
| 3. | Try Honesty     |       |
| 4. | Nothing to Lose |       |
| 5. | Fallen Leaves   |       |
| 6. | Red Flag        |       |

### 666 Live Deluxe Version

#### Brixton DVD
| No  | Titre                    | Durée |
| --- | ------------------------ | ----- |
| 1.  | This Is How It Goes      |       |
| 2.  | Devil in a Midnight Mass |       |
| 3.  | This Suffering           |       |
| 4.  | Line & Sinker            |       |
| 5.  | Standing in the Rain     |       |
| 6.  | The Navy Song            |       |
| 7.  | Worker Bees              |       |
| 8.  | The Ex                   |       |
| 9.  | Surrender                |       |
| 10. | Prisoners of Today       |       |
| 11. | Fallen Leaves            |       |
| 12. | Perfect World            |       |
| 13. | Sympathy                 |       |
| 14. | Try Honesty              |       |
| 15. | Nothing to Lose          |       |
| 16. | River Below              |       |
| 17. | Red Flag                 |       |

#### Düsseldorf DVD
| No  | Titre                    | Durée |
| --- | ------------------------ | ----- |
| 1.  | This Is How It Goes      |       |
| 2.  | Devil in a Midnight Mass |       |
| 3.  | This Suffering           |       |
| 4.  | Line & Sinker            |       |
| 5.  | Standing in the Rain     |       |
| 6.  | The Navy Song            |       |
| 7.  | Worker Bees              |       |
| 8.  | The Ex                   |       |
| 9.  | Surrender                |       |
| 10. | Prisoners of Today       |       |
| 11. | River Below              |       |
| 12. | Perfect World            |       |
| 13. | Sympathy                 |       |
| 14. | Try Honesty              |       |
| 15. | Nothing to Lose          |       |
| 16. | Fallen Leaves            |       |
| 17. | Red Flag                 |       |

#### Live CD
| No  | Titre                    | Durée |
| --- | ------------------------ | ----- |
| 1.  | This Is How It Goes      |       |
| 2.  | Devil in a Midnight Mass |       |
| 3.  | This Suffering           |       |
| 4.  | Line & Sinker            |       |
| 5.  | Standing in the Rain     |       |
| 6.  | The Navy Song            |       |
| 7.  | Worker Bees              |       |
| 8.  | The Ex                   |       |
| 9.  | Surrender                |       |
| 10. | Prisoners of Today       |       |
| 11. | Fallen Leaves            |       |
| 12. | Perfect World            |       |
| 13. | Sympathy                 |       |
| 14. | Try Honesty              |       |
| 15. | Nothing to Lose          |       |
| 16. | River Below              |       |
| 17. | Red Flag                 |       |

## Classement
| 666 Live | 17 |